# Ерхард фон Марк
Ерхард фон Марк (Еберхард, Ерард де Ла Марк) (на немски: Erhard von der Mark, на френски: Erard de la Marck; * 31 май 1472, Седан; † 16 февруари 1538, Лиеж) от фамилията Ла Марк, е кардинал (1520 – 1538), княжески епископ на Лиеж (1505 – 1538), Шартър (1507 – 1525), архиепископ на Валенсия (1520 – 1538).

## Живот
Той е вторият син на Роберт I фон Марк († 1489), господар на Седан, и съпругата му Жана де Марлей († сл. февруари 1491). По-големият му брат Роберт II († ноември 1536) е господар на Седан и губернатор на Херцогство Буйон.
От 1483 г. Ерхард следва в университета в Кьолн („Universitas Studii Coloniensis“), през 1499 г. става домхер в Трир и Тур. Капителът на Лиеж го избира на 30 декември 1505 г. за княз-епископ на Лиеж. На 9 август 1520 г. папа Лъв X го издига на кардинал.